# 穂井田地区
穂井田地区（ほいだちく）は、岡山県倉敷市玉島地域にある地区である。かつての吉備郡（下道郡）穂井田村の中南部に相当する。古くは穂田・穂北・穂太（いずれも読みは、ほいた・ほいだ）とも称された。地区南部にあたる玉島陶（たましま すえ）と北部の玉島服部（たましま はっとり）の2大字からなる。

## 概要
玉島の最北部、同市真備地域との接する山間地区である。玉島の内、この地区のみが旧吉備郡となる（残りはすべて旧浅口郡）。
なだらかな丘陵地形とその間の盆地状の平地からなり、南西部から北方面へ小田川支流の真谷川が流れ、南北に県道倉敷美袋線（旧玉島往来）が通過している。

## 人口・世帯数
平成24年9月末現在。
| 町字 | 世帯数 | 男性人口 | 女性人口 | 総人口 | 備考 |
| 573  | 689    | 744      | 1433     |        |      |
| 159  | 167    | 160      | 327      |        |      |
| ---- | ------ | -------- | -------- | ------ | ---- |
| 合計 | 732    | 856      | 904      | 1760   |      |

## 通信

### 電話番号
穂井田地区を含む玉島地域は倉敷MAに属し、市外局番は086。これは倉敷市の他地域に加え都窪郡早島町および岡山市南区の一部（植松・西畦・箕島）と共通となる。

### 郵便番号
全域が玉島郵便局（郵便区番号713）の集配担当区域に当たる。
- 玉島陶 - 713-8112
- 玉島服部 - 713-8111

## 学区
小学校区
全域が倉敷市立穂井田小学校区。
中学校区
全域が倉敷市立玉島北中学校区。

## 地勢
山岳
- 弥高山
- 大平山

河川
- 真谷川

## 産業
農業
- ダイコン
- モモ
- ブドウ
- コメ
- ムギ
- タバコ（現在は衰退）

製造業
- 粘土瓦
- 清酒（現在は衰退）

## 主要施設
教育・保育施設
- 倉敷市立穂井田小学校
- 倉敷市立穂井田幼稚園
- 倉敷市立穂井田保育園

神社仏閣
- 陶神社
- 観音寺 - 真言宗

## 名所・旧跡
- 陶窯跡郡 - 市指定史跡
- 陶神社
- 観音寺

## 交通

### 道路
- 岡山県道54号倉敷美袋線（玉島往来）
- 岡山県道60号倉敷笠岡線
- 備南広域農道